# Zonula occludens

De zonula occludens (Engels: tight junction) is het verschijnsel dat ontstaat als van twee cellen hun membranen samenkomen en vervolgens een soort barrière vormen ten opzichte van vloeibare stoffen. Deze zonula occludens wordt gevormd door claudine- en occludine-eiwitten.
De zonula occludens heeft drie vitale functies:
- Ze houden cellen bij elkaar.
- Ze blokkeren het verkeer tussen het apicaal en het basolateraal oppervlak van de cellen, zo kunnen de specifieke functies van elk oppervlak blijven bestaan. De bedoeling hiervan is om het transcellulair transport te behouden.
- Ze blokkeren de doorgang van moleculen en ionen door de ruimte tussen de cellen heen, zodat materiaal verplicht is de cel binnen te dringen om door het weefsel heen te raken. Dit proces zorgt voor controle over welke substanties toegelaten worden en welke niet. (De zonula occludens zorgt er bijvoorbeeld voor dat de bloed-hersenbarrière behouden wordt).

## Zie ook

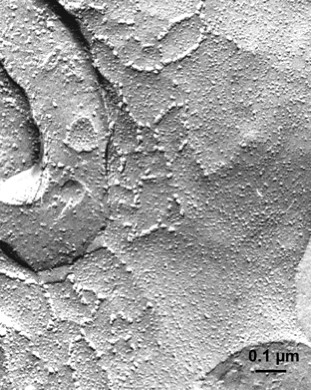
Elektronenmicroscopische opname van zonula occludens van de bloed-hersenbarrière van een rat